# Aurons
Aurons är en kommun i departementet Bouches-du-Rhône i regionen Provence-Alpes-Côte d'Azur i sydöstra Frankrike. Kommunen ligger  i kantonen Pélissanne som ligger i arrondissementet Aix-en-Provence. År 2022 hade Aurons 559 invånare.

## Befolkningsutveckling
Antalet invånare i kommunen Aurons
Referens:INSEE